# Doryporellina reticulata
Doryporellina reticulata är en mossdjursart som först beskrevs av Ryland 1963.  Doryporellina reticulata ingår i släktet Doryporellina och familjen Doryporellidae. Inga underarter finns listade i Catalogue of Life.